# Michigan rummy
Michigan rummy är ett kortspel som hör till rummy-familjen, som också omfattar t.ex. gin rummy och canasta. I likhet med flera andra rummyspel går Michigan rummy ut på att bli av med korten på handen genom att lägga upp dem i kombinationer, bestående av tre eller fyra kort i samma valör samt sekvenser av tre eller flera kort i samma färg. 
Michigan rummy är mycket snarlikt kortspelet femhundra, men en viktig skillnad mot detta spel och andra rummyspel är att de sakade korten läggs så att de delvis täcker varandra, innebärande att alla dessa kort är synliga. En spelare som är i tur får ta upp vilket som helst av korten om det kan användas till en kombination, men måste samtidigt också ta upp alla de kort som ligger ovanpå det önskade kortet. Vid givens slut delas minuspoäng ut för de kort som finns kvar på spelarnas händer. 